# بنما سيتي بيتش
بنما سيتي بيتش (بالإنجليزية: Panama City Beach)‏ هي مدينة أمريكية تقع في ولاية فلوريدا. تبلغ مساحة هذه المدينة 48.2 (كم²)،ويبلغ عدد سكانها 12018 نسمة حسب إحصاء سنة 2010 م 12018.تشير إحصاءات سنة 2000م بأن الكثافة السكانية في هذه المدينة تقدر بـ(auto) نسمة/كم2 

## معرض صور

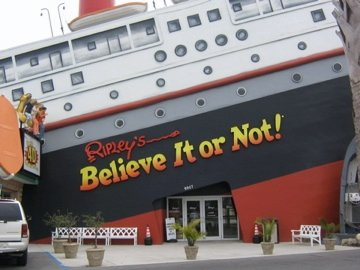
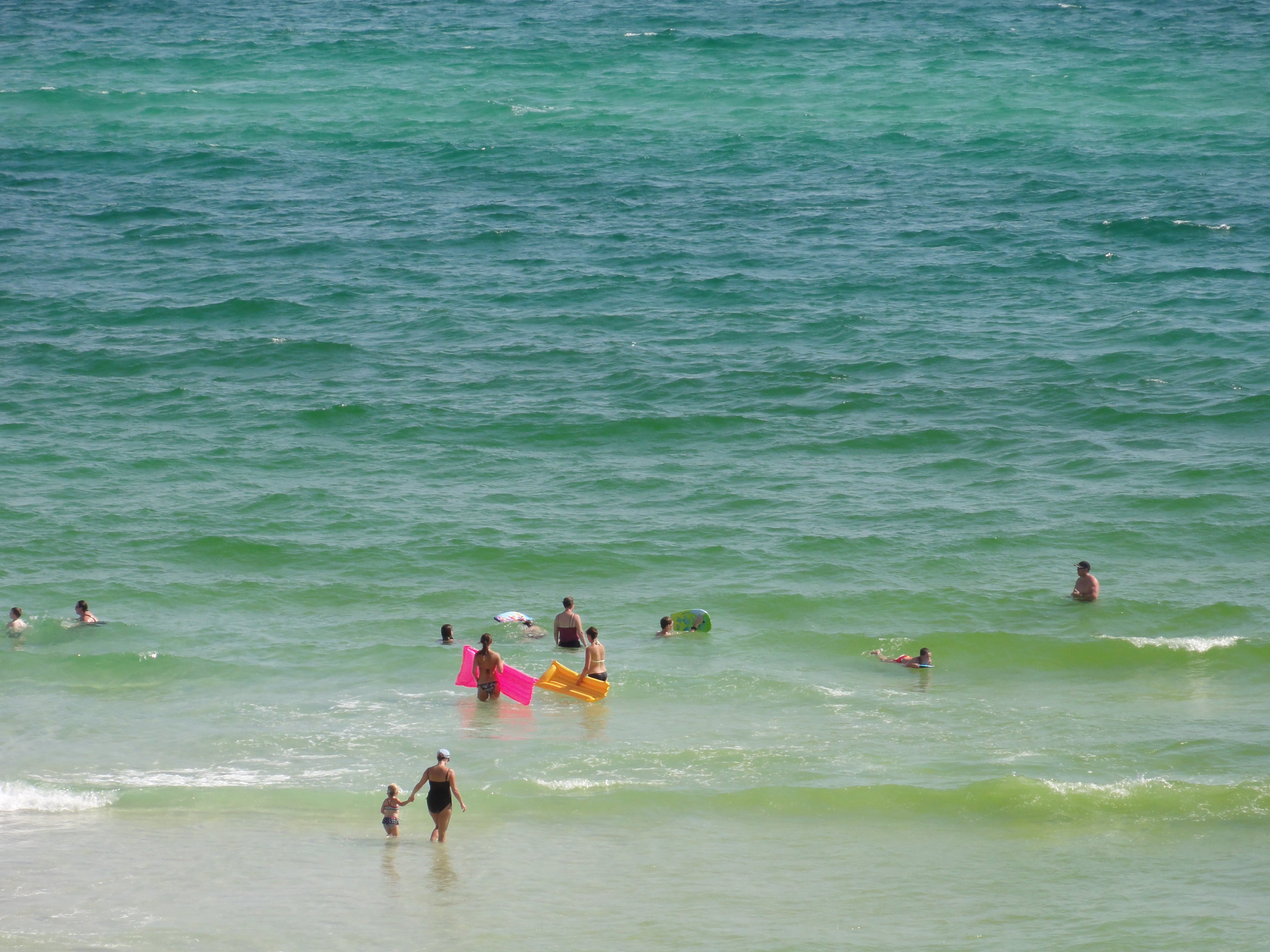
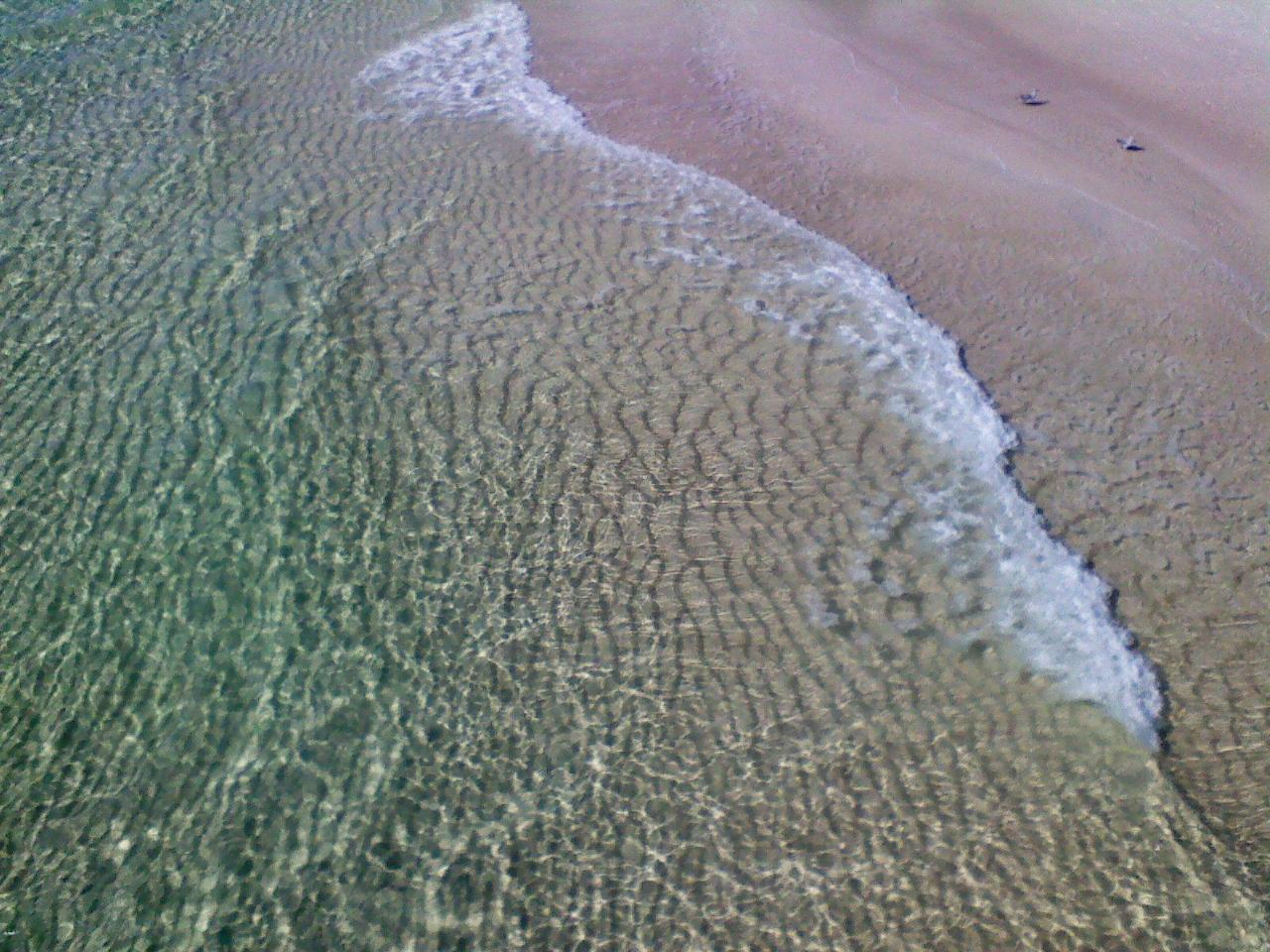
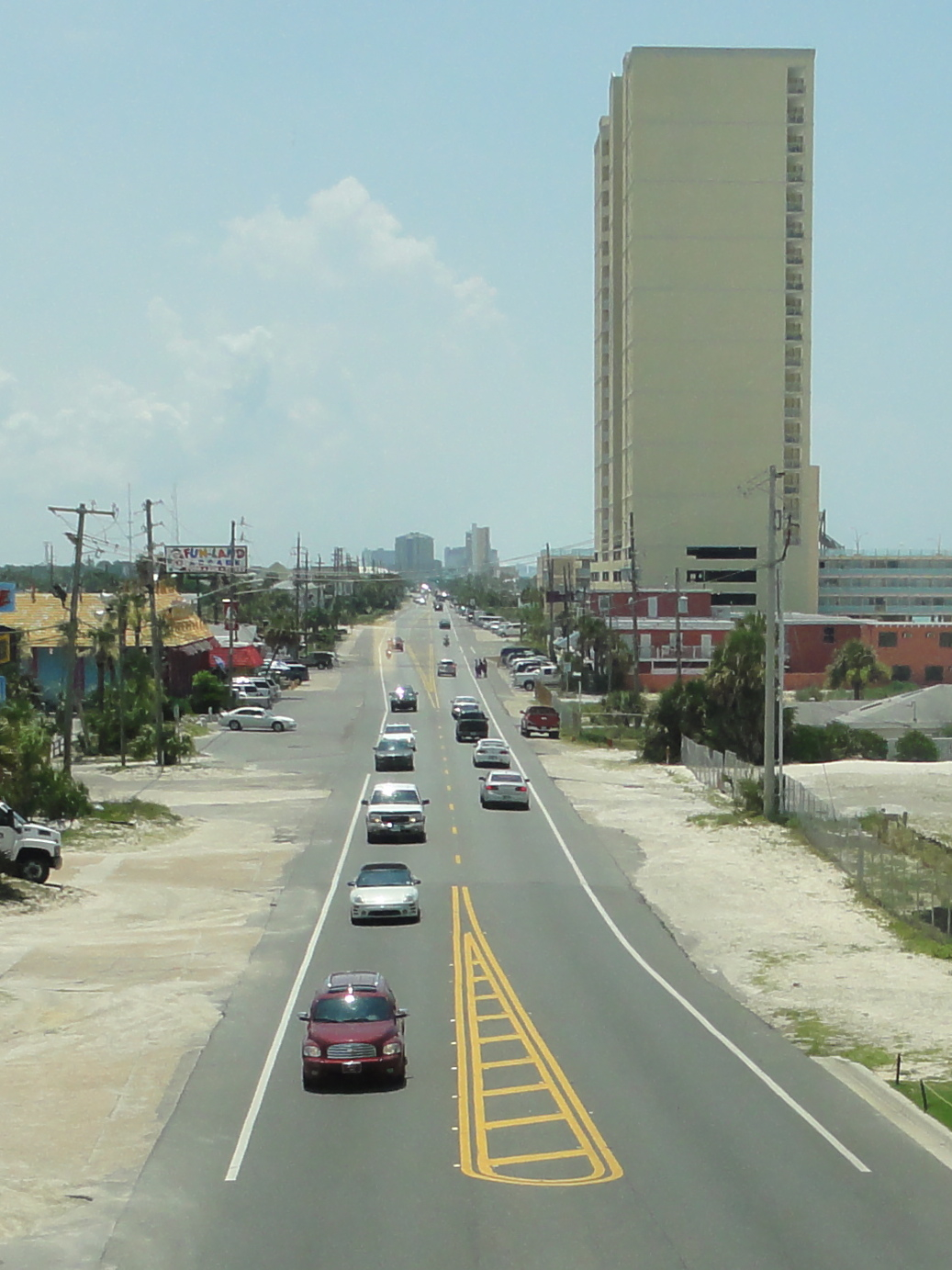